# بانسنت
بانسنت، روستایی در دهستان بانسنت بخش مرکزی شهرستان کنارک در استان سیستان و بلوچستان ایران است. این روستا، مرکز دهستان بانسنت است.

## جمعیت
بر پایه سرشماری عمومی نفوس و مسکن در سال ۱۳۹۵، جمعیت این روستا برابر با ۱٬۸۲۴ نفر (۴۱۷ خانوار) بوده‌است.